# 圣庞蓬
圣庞蓬（法語：Saint-Pompon，2024年之前拼作，法語發音：[sɛ̃ pɔ̃pɔ̃]）是法国多尔多涅省的一个市镇，属于萨拉拉卡内达区。

## 地理
圣庞蓬（44°43'35"N, 1°8'49"E）面积27.4 平方千米，位于法国新阿基坦大区多爾多涅省，该省份为法国西南部内陆省份，是法國本土面积第三大的省，大致对应佩里戈尔地区，北起顺时针与夏朗德省、上维埃纳省、科雷兹省、洛特省、洛特-加龙省、吉倫特省和滨海夏朗德省接壤。
与圣庞蓬接壤的市镇（或旧市镇、城区）包括：达格朗、贝斯、康帕尼亚克-莱凯尔西、杜瓦萨、圣洛朗拉瓦莱。
圣庞蓬的时区为UTC+01:00、UTC+02:00（夏令时）。

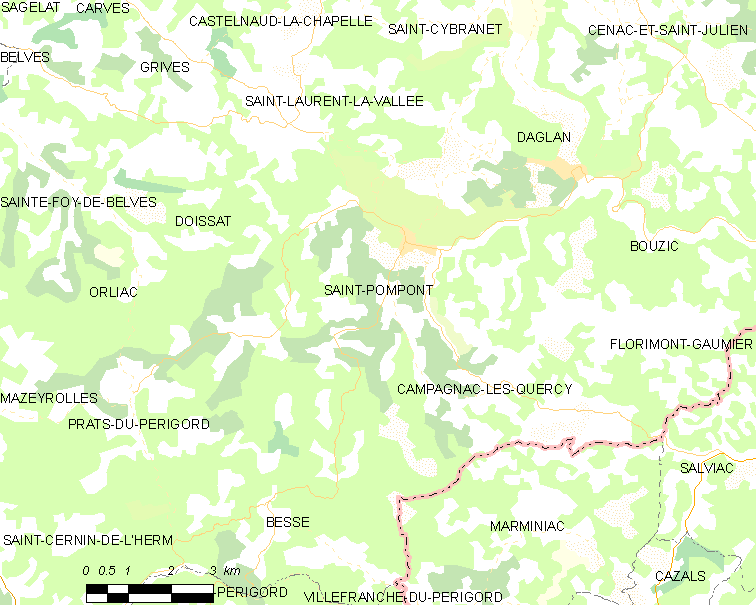
圣庞蓬的OSM定位图

## 行政
圣庞蓬的邮政编码为24170，INSEE市镇编码为24488。

## 政治
圣庞蓬所属的省级选区为多尔多涅河谷县。

## 人口

1962-2008年间圣庞蓬人口变化图示

圣庞蓬于2022年1月1日时的人口数量为363人。